# El sustituto de Lisa
«El sustituto de Lisa», llamado «Lisa's Substitute» en la versión original, es un episodio perteneciente a la segunda temporada de la serie animada Los Simpson, emitido originalmente el 25 de abril de 1991. El episodio fue escrito por Jon Vitti y dirigido por Rich Moore. Dustin Hoffman fue la estrella invitada, bajo el seudónimo de Sam Etic.

## Sinopsis
La profesora de Lisa, la Señorita Hoover, cree haber caído víctima de la enfermedad de Lyme y es reemplazada por un profesor sustituto, el Sr. Bergstrom. Debido a sus técnicas poco ortodoxas de enseñanza y su naturaleza amistosa, Lisa empieza a enamorarse de él.
Lisa se topa con el Sr. Bergstrom en un museo y es humillada cuando Homer muestra su ignorancia. Sintiendo que Lisa está perdiendo algo en la relación con su padre, el Sr. Bergstrom habla por separado con Homer para sugerirle que sea un modelo a seguir más positivo.  Tras comentar con su madre que Homer ha arruinado su única oportunidad para conocer al Sr. Bergstrom fuera de clase, a Lisa se le da autorización para invitarlo a cenar. Sin embargo, se desanima cuando se entera de que la Señorita Hoover ha vuelto en lugar de Bergstrom. Ella huye a su departamento y se entera de que ha de partir por otro empleo. Lisa corre hacia la estación de trenes y lo encuentra, confesándole que ella estará perdida sin él. Para consolarla, el profesor le escribe una nota y le dice que si ella se siente sola y siente que no puede confiar en cualquiera, sus contenidos son todo lo que ella necesita saber. Él toma el tren y se marcha. La nota dice "Tú eres Lisa Simpson".
En la subtrama, Bart se prepara para elegir al presidente de su clase. La Maestra Krabappel nomina a Martin, mientras que Sherri y Terri nominan a Bart. Durante un debate con Martin, Bart cuenta chistes y gana el apoyo de la clase. Después, confiados de la inevitable victoria de Bart gracias a su popular campaña, ninguno de los niños de su clase, incluyéndose a sí mismo, llegó a votar, dándole a Martin la victoria con solo dos votos, uno de él y otro de Wendell Borton.
Devastada por la partida del Sr. Bergstrom, Lisa se desquita ante la falta de interés hacia su situación del insensible Homer, llamándolo "orangután". Marge, furiosa, le ordena a Homer que consuele a Lisa, explicando cómo su hija está herida emocionalmente y que necesita a su padre. Homer entra a la habitación y encuentra a Lisa llorando en su escritorio. Él no tiene la certeza de cómo ayudarla y se siente incómodo por verla llorar. Homer le explica a Lisa que él no comprende lo que se siente perder a alguien importante en su vida: todos aquellos que él ha amado y por quienes se preocupa están con él todavía. Luego alude a Lisa, quien le había llamado "orangután", imitando a un mono de forma alegre, animándola. Lisa se disculpa con Homer por haberlo insultado, y este le acepta la disculpa. Encontrando a Bart aún frustrado por el resultado de la elección, Homer le anima diciendo que todo el trabajo de presidente de la clase que pudo haber adquirido le hubiera dado mucho trabajo extra y muy poca recompensa, haciendo que Bart se sintiera feliz por haber perdido la elección. Finalmente pasando por la habitación de Maggie, le pone el chupete en la boca. Orgulloso de haber ayudado a sus tres hijos, Homer se va a dormir con Marge feliz esa noche, diciendo que está haciendo "el papel de su vida".

## Producción
El episodio fue escrito por Jon Vitti y dirigido por Rich Moore. Según Vitti, el productor de Los Simpsons James L. Brooks contribuyó más a este episodio que a cualquier otro en la historia de la serie. Vitti dijo que este episodio era "muy controversial" cuando este se estaba realizando porque "llegó a un punto donde el personal empezaba a darse cuenta del potencial cómico de la serie, pero estabamos atrapados con esas historias de amor, y justo cuando el personal estaba empezando a frustrarse con las historias de amor, de ahí vino 'Lisa's Substitute': la más grande, abrazable, cálida y rizada de todas."
El Sr. Bergstrom fue basado físicamente en la apariencia de Mike Reiss, un escritor antiguo y productor de la serie. Dustin Hoffman fue quien le dio la voz al Sr. Bergstrom. Hoffman no estaba seguro si quería estar asociado con una serie animada en la época, como la mayoría de las primeras estrellas invitadas de Los Simpsons, y por ello utilizó el seudónimo de Sam Etic en los créditos de clausura. Sam Etic es un juego de palabras de la palabra en inglés semitic, aludiendo al hecho de que tanto Hoffman como el Sr. Bergstrom son judíos. Brooks fue el que sugirió el seudónimo y a Hoffman le encantó inmediatamente. El reparto de la serie voló a Nueva York para grabar el episodio con Hoffman. Yeardley Smith, la actriz que le da voz a Lisa Simpson, dijo que había crecido como actriz ese día después de trabajar con Hoffman. El escritor de Los Simpsons, Al Jean dijo que el recordó que cuando la pista de audio del episodio volvió, la voz de Hoffman era demasiado baja para las partes cantadas. El personal estaba "petrificado" que las escenas de canto no debían salir al aire, así que tuvieron que hacer que Hoffman las volviera a grabar cuando él estaba en Los Ángeles.